# دو مينجيانغ
دو مينجيانغ (بالصينية: Du Mingyang) (20 يناير 1993 بشوزهو في الصين - ) هو لاعب كرة قدم صيني في مركز الوسط.

## وصلات خارجية
- دو مينجيانغ على موقع قاعدة بيانات كرة القدم.إي يو (الإنجليزية)
- دو مينجيانغ على موقع عالم كرة القدم.نت (الإنجليزية)